# Batanes (España)
Batanes (en gallego y oficialmente, O Batán) es una aldea española situada en la parroquia de Monteagudo, del municipio de Arteijo, en la provincia de La Coruña, Galicia.

## Demografía
| Gráfica de evolución demográfica de Batanes entre 2000 y 2018 |
|                                                               |
| Datos según el nomenclátor publicado por el INE.              |